# Vincent Croiset
Pour les articles homonymes, voir Croiset.
 (octobre 2018).
Si vous disposez d'ouvrages ou d'articles de référence ou si vous connaissez des sites web de qualité traitant du thème abordé ici, merci de compléter l'article en donnant les références utiles à sa vérifiabilité et en les liant à la section « Notes et références ».
Vincent Croiset, né le 7 juillet 1972 à Amsterdam, est un acteur et doubleur néerlandais.

## Filmographie

### Téléfilms
- 1997 : Baantjer : Jeroen Tazelaar
- 2002-2003 : Bon bini beach (nl) : Berend van Rhee
- 2004 : Hartslag : Wolter
- 2005 : Bitches (nl) : Maxis
- 2006 : Rauw! (nl) : Peter Paul
- 2007 : Keyzer & De Boer Advocaten : Julius van Diemen
- 2007-2008 : Goede tijden, slechte tijden : Bob Lanschot
- 2008 : Jardins secrets : Dokter van Engelen
- 2009-2011 : Verborgen Gebreken (nl) : Michael van Cleef
- 2011 : Hart tegen Hard (nl) : Bernard Franssen
- 2012 : Beatrix, Oranje onder vuur (nl) : Ruud Lubbers
- 2012 : Wat als? (nl) : Verschillende rollen
- 2012 : Dokter Tinus : Mischa
- 2012 : Mike dans tous ses états : Sjoerd
- 2014-2016 : Dokter Deen (nl) : Dokter Olivier
- 2014 : Heer & Meester (nl) : Jan Willem de Rover
- 2014 : Het verborgen eiland (nl) : Maarten
- 2015 : Gouden Bergen (nl)
- 2016 : Centraal Medisch Centrum (nl) : DocteurJacob Weijermans
- 2017 : De mannentester (nl) : Meindert van Brugge
- 2018 : Flikken Maastricht : Peter Mooy

### Doublage
- 2009 : WALL-E de Andrew Stanton

## Vie privée
Issu d'une famille d'artiste, il est l'arrière-petit-fils de l'acteur Jules Verstraete, le petit-fils de l'acteur et écrivain néerlandais Max Croiset et de l'actrice belge Jeanne Verstraete. Il est le fils de l'acteur Jules Croiset, et le frère ainé de l'acteur Niels Croiset. Le neveu de l'acteur-écrivain Hans Croiset et de l'écrivaine Agaath Witteman.
Il a été marié pendant 16 ans avec l'actrice Tjitske Reidinga avec qui il a eu trois garçons (Jacob, Fobbe et Klaas),. Ainsi qu'avec l'actrice Tina de Bruin, de cette union naît un petit garçon. Il est le petit-neveu de l'actrice belge Mieke Verstraete et des acteurs Guus Verstraete, Bob Verstraete et Richard Flink. Il est le petit-cousin des acteurs Coen Flink et Guus Verstraete jr.